# 加博斯堡
加博斯堡（法語：Labastide-Gabausse，法語發音：[labastid ɡabos]）是法国奧克西塔尼大區塔恩省的一个市镇，属于阿尔比区。

## 地理
加博斯堡（44°2'18"N, 2°5'48"E）面积12.18 平方千米，位于法国奧克西塔尼大區塔恩省，该省份为法国南部内陆省份，北起顺时针与阿韦龙省、埃罗省、奥德省、上加龙省和塔恩-加龙省接壤。
与加博斯堡接壤的市镇（或旧市镇、城区）包括：布莱莱米讷、孔布法、马约克、莫内斯蒂耶、圣伯努瓦德卡尔莫、维拉克。

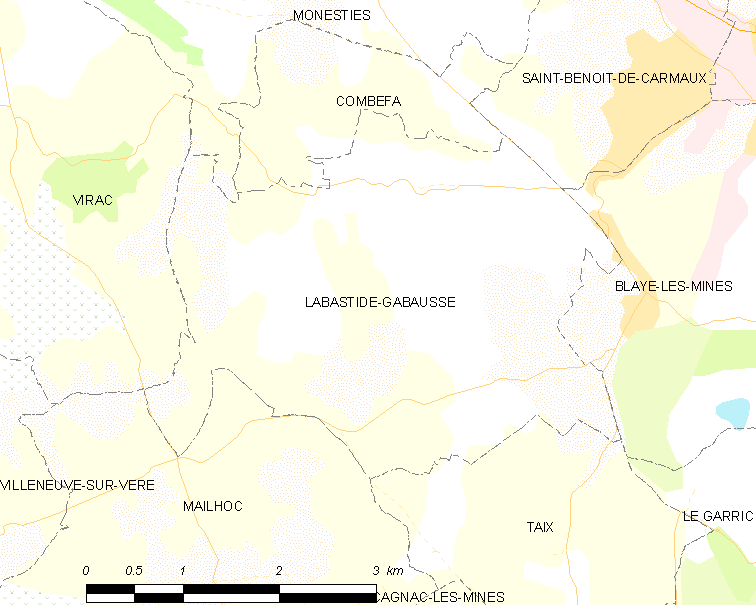
加博斯堡的OSM定位图

加博斯堡的时区为UTC+01:00、UTC+02:00（夏令时）。

## 行政
加博斯堡的邮政编码为81400，INSEE市镇编码为81114。

## 政治
加博斯堡所属的省级选区为卡尔莫第二县。

## 人口

1962-2008年间加博斯堡人口变化图示

加博斯堡于2022年1月1日时的人口数量为538人。